# Gerstheim
Gerstheim je občina v departmaju Bas-Rhin francoske regije Alzacija.
Leta 1990 je v občini živelo 2 808 oseb oz. 171 oseb/km².